# سباستین تورریکو
سباستین تورریکو (انگلیسی: Sebastián Torrico؛ زادهٔ ۲۲ فوریهٔ ۱۹۸۰) بازیکن فوتبال اهل آرژانتین است.
از باشگاه‌هایی که در آن بازی کرده‌است می‌توان به باشگاه فوتبال گودوی کروز، باشگاه ورزشی سن لورنسو آلماگرو، و باشگاه فوتبال آرژانتینوس جونیورز اشاره کرد.